# 의금부
의금부(義禁府)는 고려와 조선의 수사기관이다. 별칭은 금오(金吾) 또는 왕부(王府)다. 왕명을 받들어 추국(推鞫)하는 일을 관장했다. 

## 역사
고려 충렬왕 때 설치된 순마소가 그 시초이다. 조선 초에 고려제도를 따라 순군만호부(巡軍萬戶府)를 설치, 형조가 사법권을 장악하는 데 대하여 순군은 순작(巡綽)·포도(捕盜)·금란(禁亂), 즉 경찰업무를 관장하게 하였다. 고려시대에는 사법기능 뿐 아니라 반란 진압의 기능도 담당하였으나 조선시대에 들어와 사법기능만 전담하게 되었다. 1394년(태조 3)에는 이미 형조·사헌부와 협동하여 박위(朴威)의 불경죄(不敬罪)를 처결하였으며, 정종 때에는 형조의 체수(滯囚)를 처결하는 등, 점차로 형옥(形獄)을 다스리는 일을 겸하게 되었다. 전반적으로 보면 양반 관료 또는 외국인의 범죄, 역모죄, 유교 사상에 어긋나는 일 등 중대한 범죄에 대한 재판을 담당하였다. 1402년(태종 2) 순군만호부를 고쳐 순위부(巡衛府)로 하고 이듬해 의용군금사(義勇巡禁司)로 개편, 병조(兵曹)에 소속하게 하였다.
1414년(태종 14)에 이르러 의금부로 개편, 제조(提調) 1인, 진무(鎭撫) 2인, 부진무(副鎭撫) 2인, 지사(知事) 2인, 도사(都事) 4인, 기타의 관속을 두었는데, 《경국대전》에는 동반(東班)의 종1품아문으로 소관 사무는 왕명을 받아 추국(推鞫)하는 일이었으며, 판사(判事 : 종1품)·지사(知事 : 정2품)·동지사(同知事 : 종2품)의 당상관을 합쳐 4인을 두되 다른 관원으로 하여금 겸임케 하고 경력(經歷 : 종4품)·도사(都事 : 종5품)을 합하여 10인, 그 이외에 나장(羅將) 232인을 배치하였다. 《속대전》에서는 경력을 없애고 당하관(堂下官)은 도사만으로 하되 참상(參上 : 종6품)·참하(參下 : 종9품) 각 5인, 나장 40인, 《육전조례》에서는 나장 80인, 군사(軍士) 12인으로 하고 있다. 이와 같이 초기에 비하여 나장의 수가 줄어든 것은 의금부의 직무가 경찰보다 재판으로 기울어졌음을 말하는 것이며, 관리·양반·강상(綱常)에 관한 범죄를 취급하는 특별재판소의 역할을 수행하였다.
의금부의 소속 관청인 당직청에는 신문고를 두고 교대로 낭청(郎廳) 1명이 번(蕃)을 들어 사서(士庶)의 고첩(告牒)과 원억(寃抑)의 신소(申訴)를 받아들였는데 연산군 때에는 공포정치의 집행본부가 되었고, 1505년(연산군 11) 밀위청(密威廳)으로 개칭되었다. 중종 반정 후 본 이름으로 환원하였으나 어느 틈엔가 신문고가 없어지고 당직청의 특별한 의의도 상실되고 말았다.

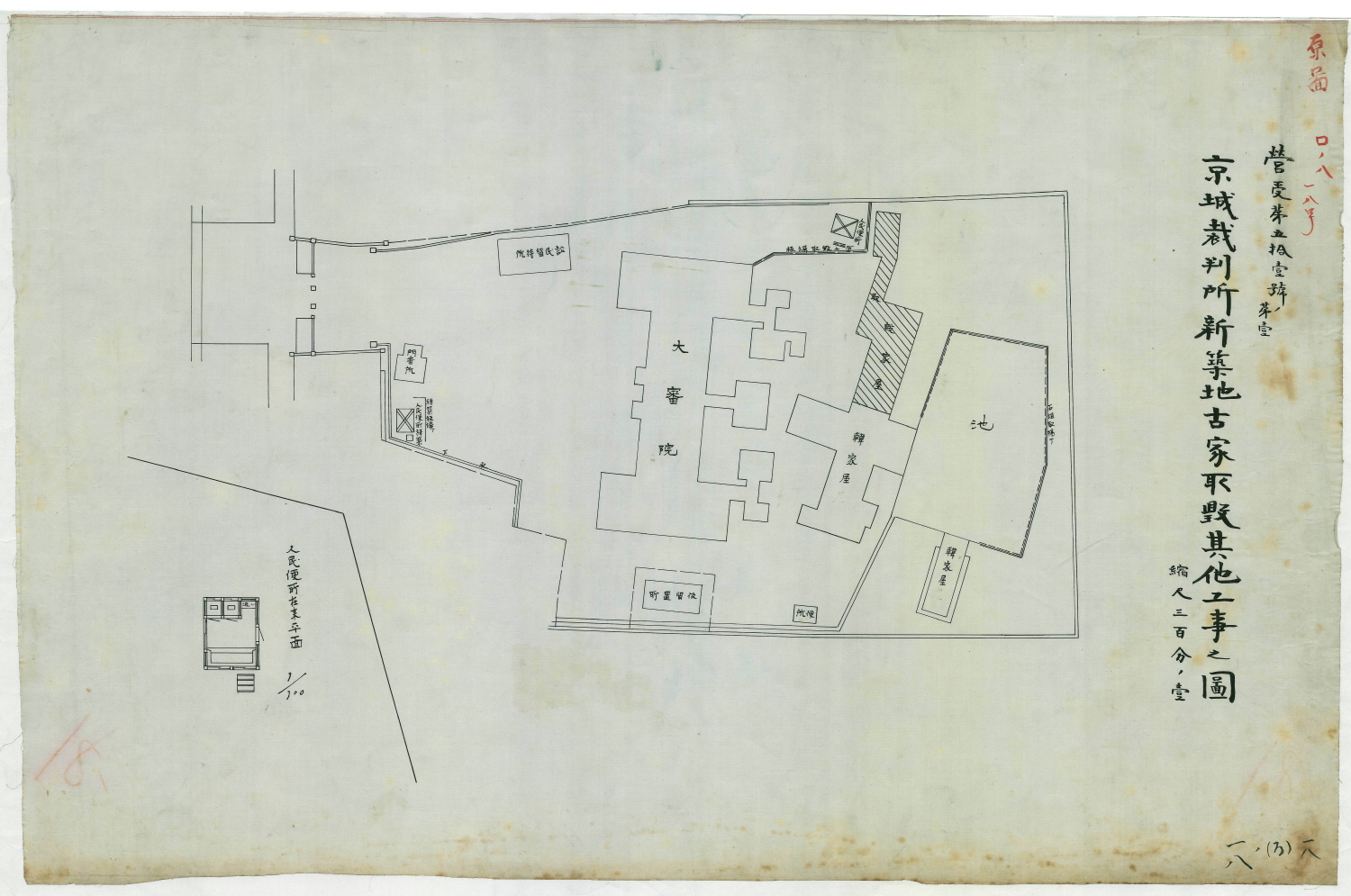
경성재판소를 신축하기 위해 평리원을 훼철할 때 제작한 도면. 청사 후면에 한옥건물의 존재를 알 수 있다.

1894년(고종 31) 7월 의금부를 의금사(義禁司)로 개칭, 법무아문(法無衙門)에 속하게 하고 대소관원의 범공죄(犯公罪)를 다스리게 하다가 12월에 법무아문권설재판소(法無我門權設裁判所)로 개칭, 지방의 것을 제외한 모든 재판을 담당케 하여 각 관청의 재판·용형(用刑)을 금지하였다. 이듬해 3월의 재판소구성법 제정에 따라 고등재판소(高等裁判所)로 변경되었고, 1899년 재판소구성법이 개정됨에 따라 평리원(平理院)으로 개편되었다. 평리원에서 대심원으로 개편되었다가, 이후 조선총독부는 에 의해 통감부 고등법원에서 의금부의 재판 기능을 담당하게 되고 통감부 휘하 정보기관이 의금부의 정보, 경찰 기능을 담당하게 된다.

## 청사

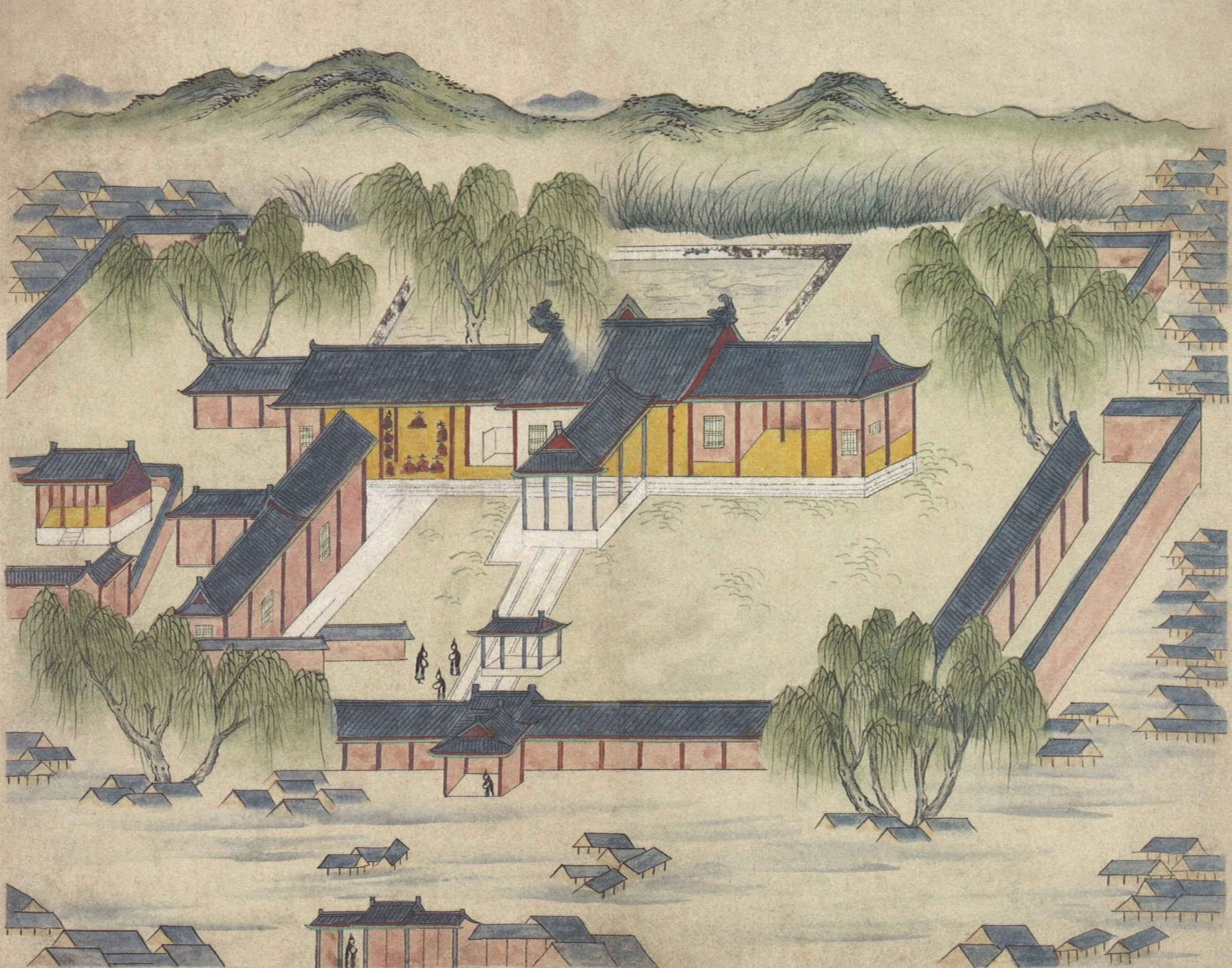
의금부를 그린 《금오계첩》

의금부 청사는 운종가로 불리던 종로에 보신각 건물과 대각선으로 마주한 곳에 자리하고 있었다. 《한경지략》에서는 의금부 본부가 한성부 중부 견평방 의금부내계에 있었으며, 당직청은 창덕궁 금호문 밖에 있었다 전한다.
청사는 중심부에 대청이 있는 본부건물이 있었다. 본부건물은 남쪽으로 돌출된 호두각(虎頭閣)이 있었고, 좌우로는 당상관과 도사들이 근무하는 아방(兒房)과 낭청방(廊廳房)이 있었다. 호두각은 죄인을 심문하는 장소였는데, 숙종과 영조도 여기서 죄인을 심문했다. 호두각 주변으로는 삼면에 걸쳐 옥사를 두었고, 서쪽편에는 종교시설인 부군당을 두었다. 북쪽에는 연정을 두어 하절기에 휴식공간으로 사용했고, 남쪽에는 당상관만이 출입할 수 있는 3칸의 정문이 있었다. 정문의 중앙으로는 판사가, 동쪽 칸은 지사가, 서쪽 칸은 동지사가 출입했다. 정문 밖에는 대문이 있었으며, 그 밖에는 망문(望門)이 있었다. 망문의 서쪽 협문은 낭청 및 선생을 거쳤던 자가 출입하는데 선생이 아니면 출입할 수 없었다. 망문의 동쪽 협문은 죄인이 출입했다.
현재 주소 체계로는 서울특별시 종로구 공평동 100번지이며, SC제일은행이 입점한 건물이다.

## 직제
의금부의 구성은 법전의 개정에 따라 계속해서 변화하였다. 크게 《경국대전》 시행, 《속대전》 시행을 기준으로 나눈다.

### 《경국대전》 이전
| 품계                    | 관직           | 정원   | 비고 |
| ----------------------- | -------------- | ------ | ---- |
|                         | 제조(提調)     | 1명    |      |
| 정3품                   | 진무(鎭撫)     | 2명    |      |
| 종3품                   | 부진무(副鎭撫) | 2명    |      |
| 정4품 종4품             | 지사(知事)     | 총 2명 |      |
| 정5품 종5품 정6품 종6품 | 도사(都事)     | 총 4명 |      |

### 《경국대전》 (1470년)
| 품계  | 관직           | 정원  | 비고                         |
| ----- | -------------- | ----- | ---------------------------- |
| 종1품 | 판사(判事)     | 1명   | 다른 관직자가 겸직           |
| 정2품 | 지사(知事)     | 1명   | 다른 관직자가 겸직           |
| 종2품 | 동지사(同知事) | 2명   | 다른 관직자가 겸직           |
| 종4품 | 경력(經歷)     | 10명  | 경력과 도사를 합하여 총 10명 |
| 종5품 | 도사(都事)     | 10명  | 경력과 도사를 합하여 총 10명 |
|       | 나장(羅將)     | 250명 |                              |

### 《속대전》 (1746년)
| 품계  | 관직               | 정원      | 비고                                                            |
| ----- | ------------------ | --------- | --------------------------------------------------------------- |
| 종1품 | 판사(判事)         | 1명       | 다른 관직자가 겸직                                              |
| 정2품 | 지사(知事)         | 1명       | 다른 관직자가 겸직                                              |
| 종2품 | 지사(知事)         | 2명       | 다른 관직자가 겸직                                              |
| 종6품 | 참상도사(參上都事) | 5명       | 경력을 없애고 도사직을 나눔                                     |
| 종8품 | 참외도사(參外都事) | 5명       | 경력을 없애고 도사직을 나눔                                     |
|       | 나장(羅將)         | 40명→80명 | 속대전에서의 나장은 40명이었으나, 육전조례에서 80명으로 증원함. |

경력(經歷)이 참상도사로 되었는데, 5인중 1인은 6품의 무관(武官)으로 임명했으며, 45일에 출관하고 90일에 면신(免新)하였다. 도사가 참외도사되었는데, 생원 이나 진사가 아니면 임명할 수 없게 했고, 3개월에 출관하고 6개월에 면신하였다. 이속(말단 행정직원)으로는 서리(書吏) 18인, 고직(庫直) 1명, 나장(羅將) 80명, 대청직(大廳直) 1명, 군사(軍士) 10명이 있었다.
먼저 영사(令史)는 고려말 이래 감옥의 죄수(罪囚)를 다루며 도부외(都府外)와 나장(螺匠)을 거느리는 8품 거관(去官)인 하급관리였다. 영사는 나장과 함께 태종 때 신문고 관리인으로도 활약하였으며, 의용순군사가 의금부로 개칭된 이후인 세종 7년에는 의금부 부속으로 그 수가 40명이나 되었다. 그리고 단종 1년의 계유정난에서 수양대군의 반대파 제거에 이들 영사가 이용되기도 하였고, 때로는 의금부와 형조 낭관(郎官)의 지휘 아래 나장ㆍ백호와 더불어 일정한 때가 없이 순찰도 행하였다. 즉 조선 초기까지 영사(令史)는 고려 때와 마찬가지로 도사(都事) 등 낭관과 별 차이 없이 의금부(의용순금사)의 실무를 담당하고 있었다고 볼 수 있으나, 그러나 차츰 그 권한이 축소되어 의금부의 사무처리 등 사소한 일을 담당하는 것으로 변화한 것으로 보인다. 
백호(百戶)는 2정(丁)의 봉족(奉足)을 가진 군인이자 경찰신분으로 도부외의 사졸(士卒)이나 나장(螺匠)보다 높은 지위에 있었다. 그들은 죄인의 감시, 죄인의 압송 그리고 영사와 함께 순작업무도 행하였는데, 40명씩 2번(番)으로 나누어 6개월씩 교대 근무하도록 되어있었다. 세조 12년 정월 의금부가 《경국대전》에 따라 체제화되면서 하부조직을 단순화시키는 과정에서 혁파되었다. 
한편 나장(螺匠)은 순군만호부에서 의금부로 변천되는 과정 중에서도 도부외 다음으로 많은 숫자를 가진 군이자 경찰관리였다. 나장은 신문고 지키기, 순행원(巡行員), 죄인의 압송, 죄인 심문시 경비 업무 등에도 동원되었다. 특히 도부외나 백호가 소멸된 《경국대전》 체제하에서도 그 수가 232명으로 증가되어 의금부의 유일한 실제 사법 경찰력이 되어 낭관의 지휘를 받아 필요한 사법경찰 업무를 수행하였다. 점차 나장은 1인의 보(保)를 받아, 2인의 보(保)를 받는 일반 군사보다도 못한 천역(賤役)으로 취급되기까지 했다.

### 판의금부사
판의금부사는 의금부를 총괄하는 관직이며, 품계는 종1품이다. 주로 6조의 판서나 좌우참찬, 좌우찬성이 겸직했고 또 우의정이 판의금부사를 겸직하기도 했다. 주로 의금부를 총괄하며 위급한 사건을 수사할 때 왕에게 보고하기도 했다.

## 평리원
대한제국 시기인 1899년부터 1907년까지 존속하였던 최고 사법 기관이다. 1907년에 폐지되어 평리원의 업무는 공소원과 대심원으로 이관되었다.

## 같이 보기
- 승정원

## 참고 문헌
- 이 문서에는 다음커뮤니케이션(현 카카오)에서 GFDL 또는 CC-SA 라이선스로 배포한 글로벌 세계대백과사전의 내용을 기초로 작성된 글이 포함되어 있습니다.